# モンセギュール (ジロンド県)
モンセギュール （Monségur、ガスコン語:Montsegur）は、フランス、ヌーヴェル＝アキテーヌ地域圏、ジロンド県のコミューン。

## 地理

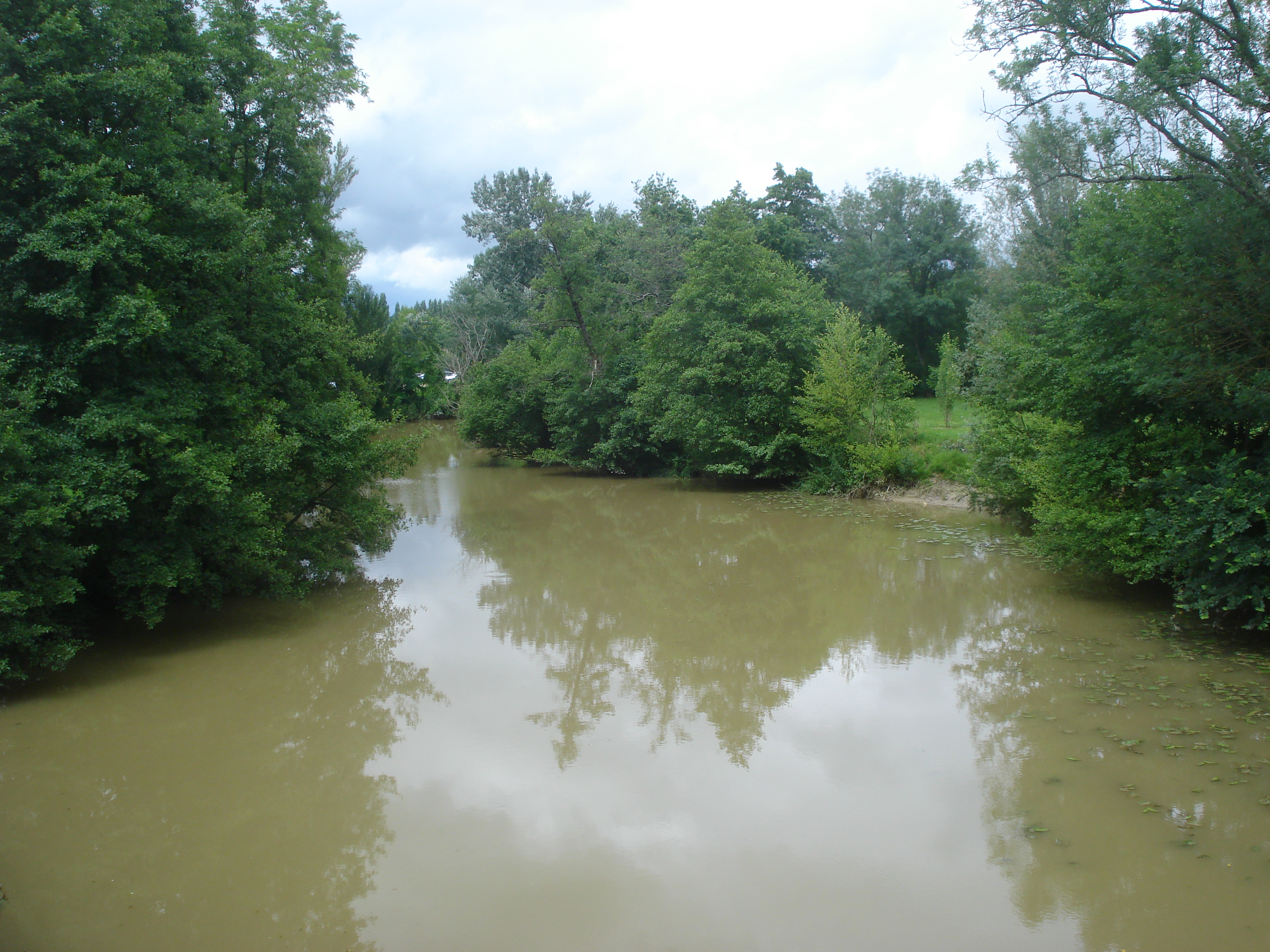
モンセギュールを流れるドロ川

ジロンド県南東部、ギュイエンヌ地方にあり、モンセギュールはガロンヌ川支流ドロ川谷を見下ろす高台にある。ラ・コンタント、サラ、モンティニャックの3つの集落がある。中心となる町は、県道16号線と668号線の交差点にあり、直線距離ではラ・レオルの北東約11km、マルマンドの北北西18kmに位置している。
町には、県道234号線と668E1号線も通っている。

## 由来
フランス語の地名Monségurおよびガスコン語の地名Montsegurは、2つの単語、ガスコン語のmontとségurによって構成されている。最初の単語montは、町の名前がフランス語化するにしたがって無音となり最終的にtを失った。ségurとは『確かなこと』を意味するsûrからきている。
イングランドのバスティッドが、侵略者に対して住民を自然地形上から保護する、ドロ川谷を見下ろす小高い丘の上に築かれたことがわかっても、驚くべきことではない。

## 歴史

サントンジュ語の話される地域を示す地図。モンセギュールはガスコーニュ地方にあるオイル語の飛び地、ラ・プティット・ギャヴァシュリーに位置している

モンセギュールは、1265年にイングランド王妃エリナー・オブ・プロヴァンスによって建設されたバスティッドである。
地元の伝承では、モンセギュールとその周辺は百年戦争時代に大規模な黒死病流行が発生し、サントンジュ、アングーモワ、ポワトゥー、オニスから移住者が流入し一部が再植民された地域である。15世紀以降の大量の公文書は、むしろ移住が推進され継続されていたことを示している。このことは、ガスコン人の土地に、オイル語の一種であるサントンジュ語が話される飛び地ができたことを意味した。こうしたサントンジュ語の飛び地はラ・プティット・ギャヴァシュリー（la Petite Gavacherie）またはギャヴァシュリー・ド・モンセギュール（Gavacherie de Monségur）と呼ばれ、彼らが話す言葉をガスコン人たちはガヴァイ（gavai）またはガヴァシュ（gavach）と呼んだ。一方で住民たちは自分たちの言語をマロ（marot）と呼び、gavachを侮蔑語だとしていた。この地域で育った者たちはサントンジュ出身でサントンジュの言葉を話したが、やがてはほとんどがガスコン語を話すようになった。今日では、サントンジュ語を実際に話している者はいない。
ユグノー戦争中の1562年7月31日から8月1日にかけ、町は王軍およびカトリック同盟軍の将ブレーズ・ド・モンリュックの軍に包囲され陥落した。ユグノーで構成されていた町の守備隊は全員が虐殺された。
フランス革命時代、ノートル・ダム・ド・モンセギュール教区は、付属するノートル・ダム・ド・モンティニャックとで、コミューンのモンセギュールとなった。

## 人口統計
| 1962年 | 1968年 | 1975年 | 1982年 | 1990年 | 1999年 | 2006年 | 2015年 |
| ------ | ------ | ------ | ------ | ------ | ------ | ------ | ------ |
| 1598   | 1630   | 1618   | 1612   | 1537   | 1429   | 1510   | 1500   |

参照元:1962年から1999年までは複数コミューンに住所登録をする者の重複分を除いたもの。それ以降は当該コミューンの人口統計によるもの。1999年までEHESS/Cassini、2006年以降INSEE

## 史跡
- ノートル・ダム教会 - バスティッド建設と同時代、13世紀後半のゴシック様式。19世紀にネオゴシック様式で修復された。歴史的記念物[13]
- 受難の十字架 - 1808年。歴史的記念物[14]。
- アル - 19世紀。鉄とガラスによる調和のとれた美しい建物。歴史的記念物[15]。
- グヴヌール塔 - ゴシック・フランボワイヤン様式（火炎を思わせる複雑な曲線で構成[16]）。

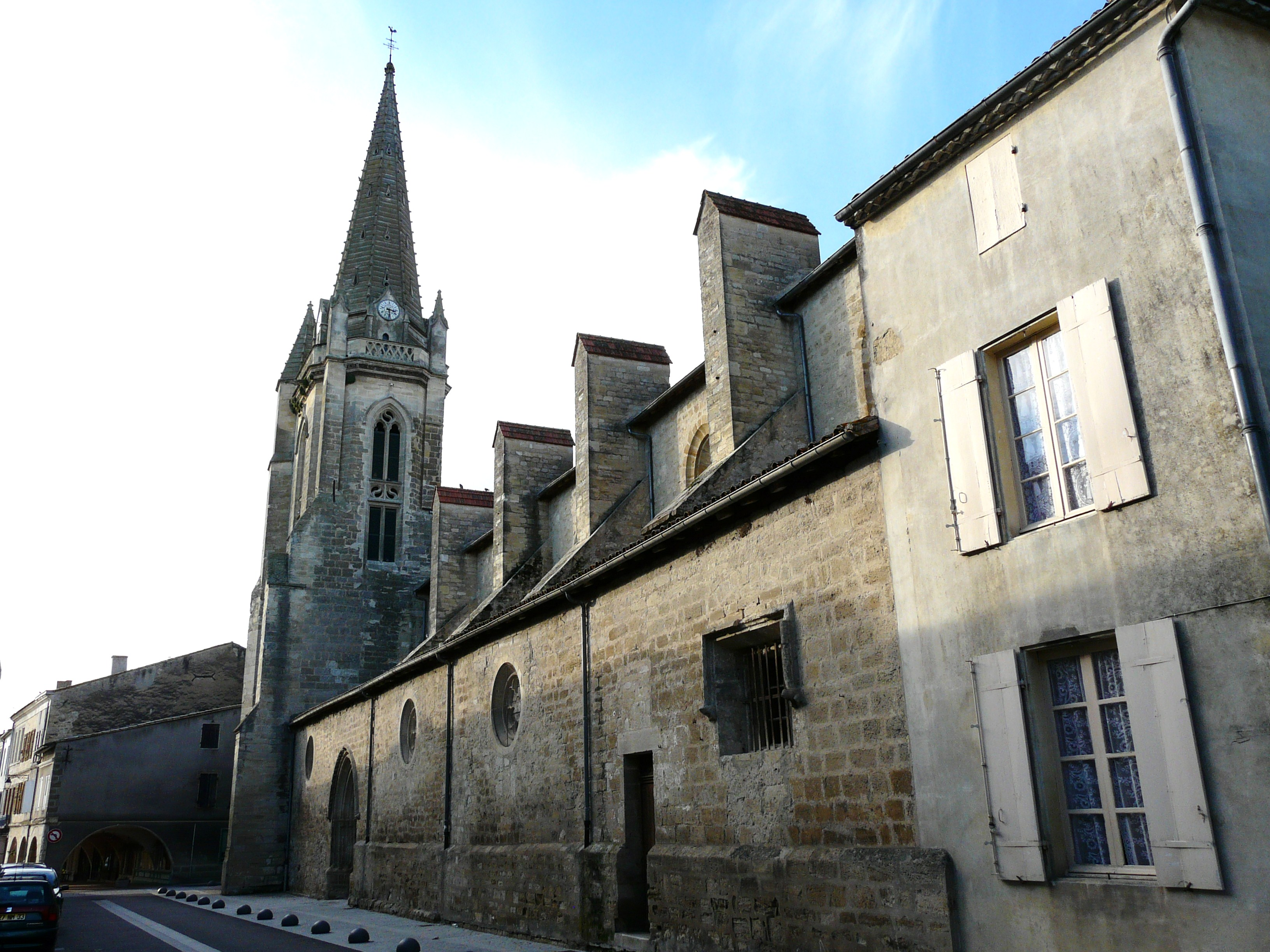
ノートル・ダム教会
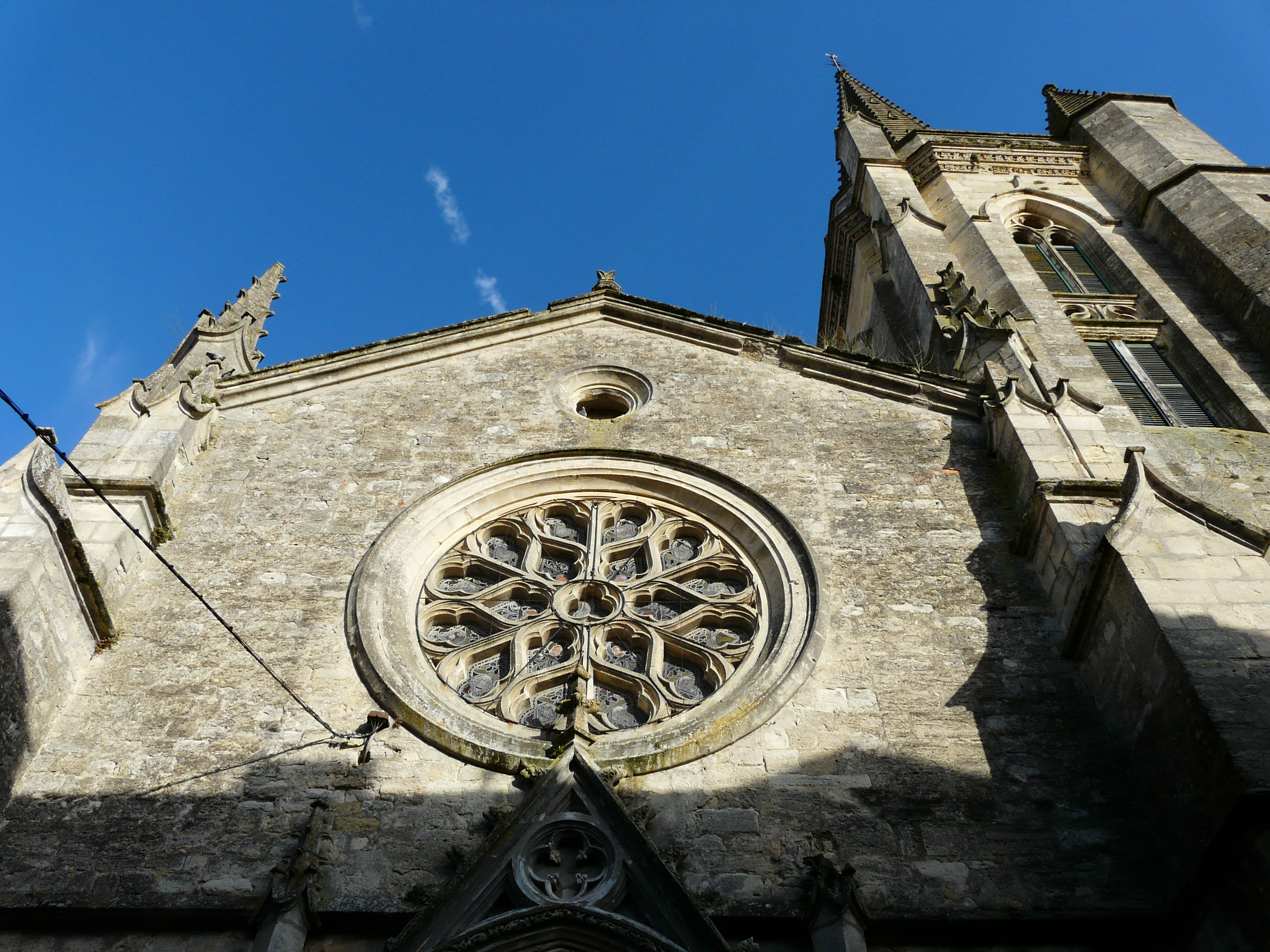
教会のバラ窓およびネオゴシック様式の鐘楼
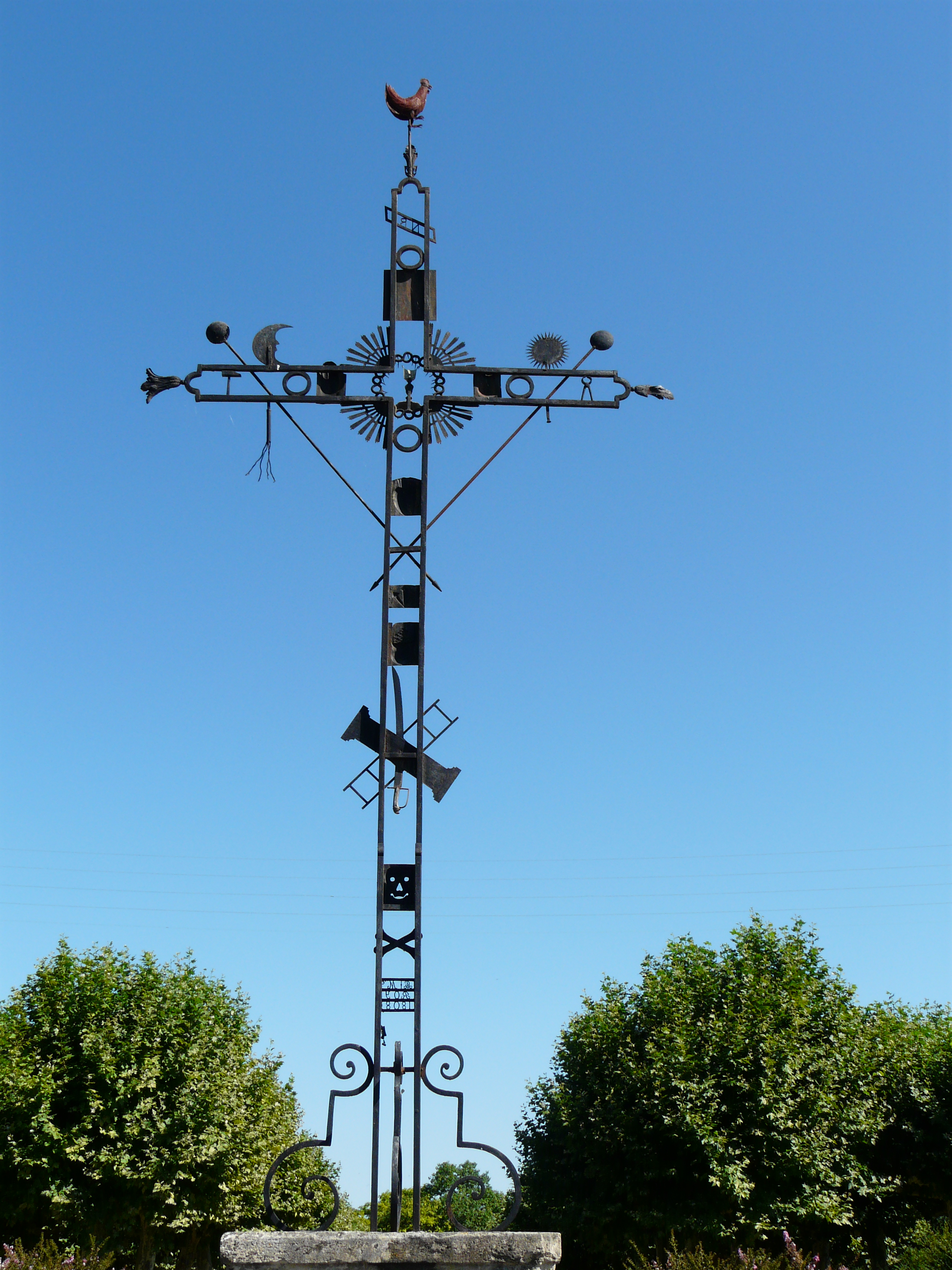
受難の十字架
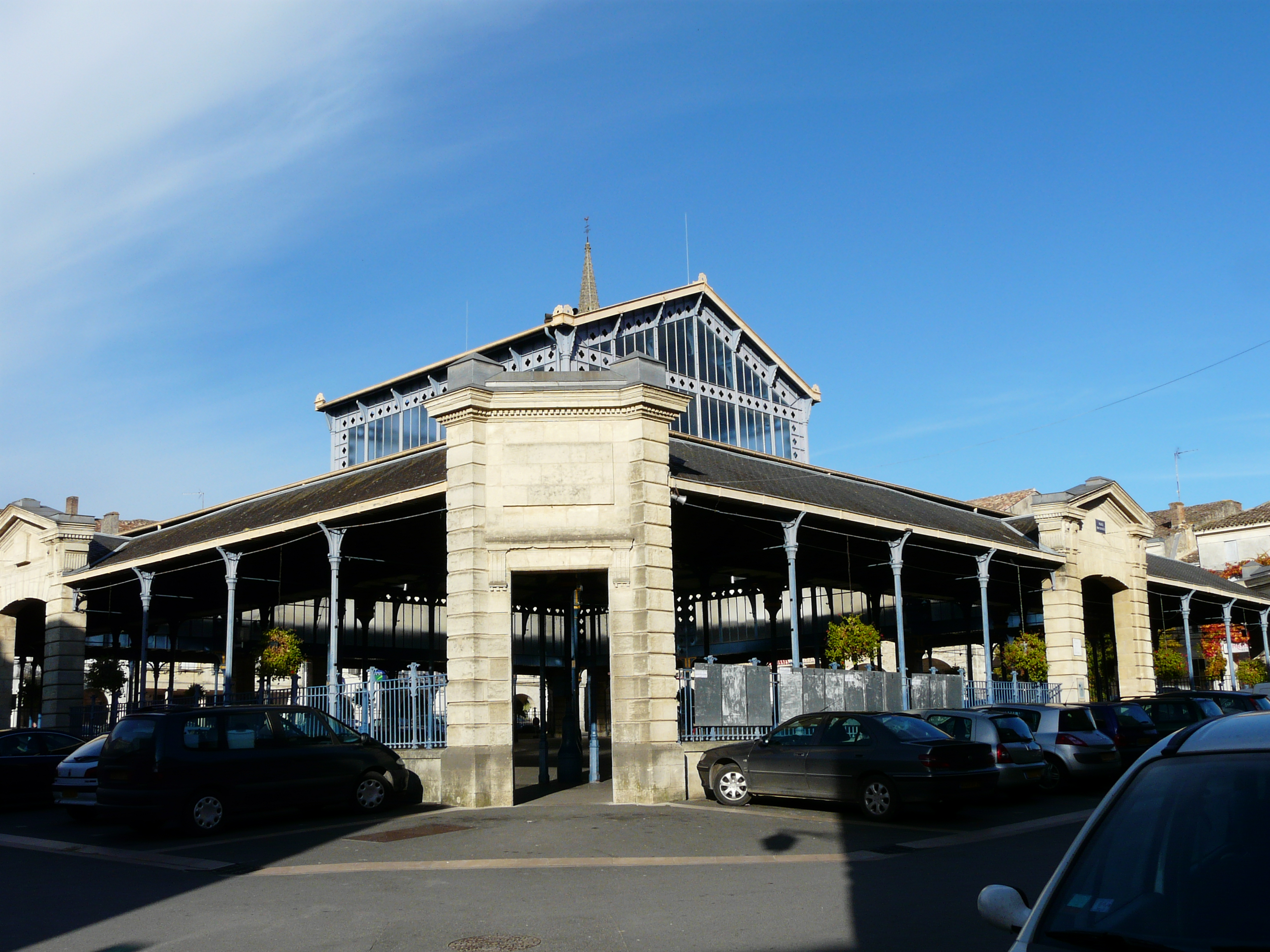
アル
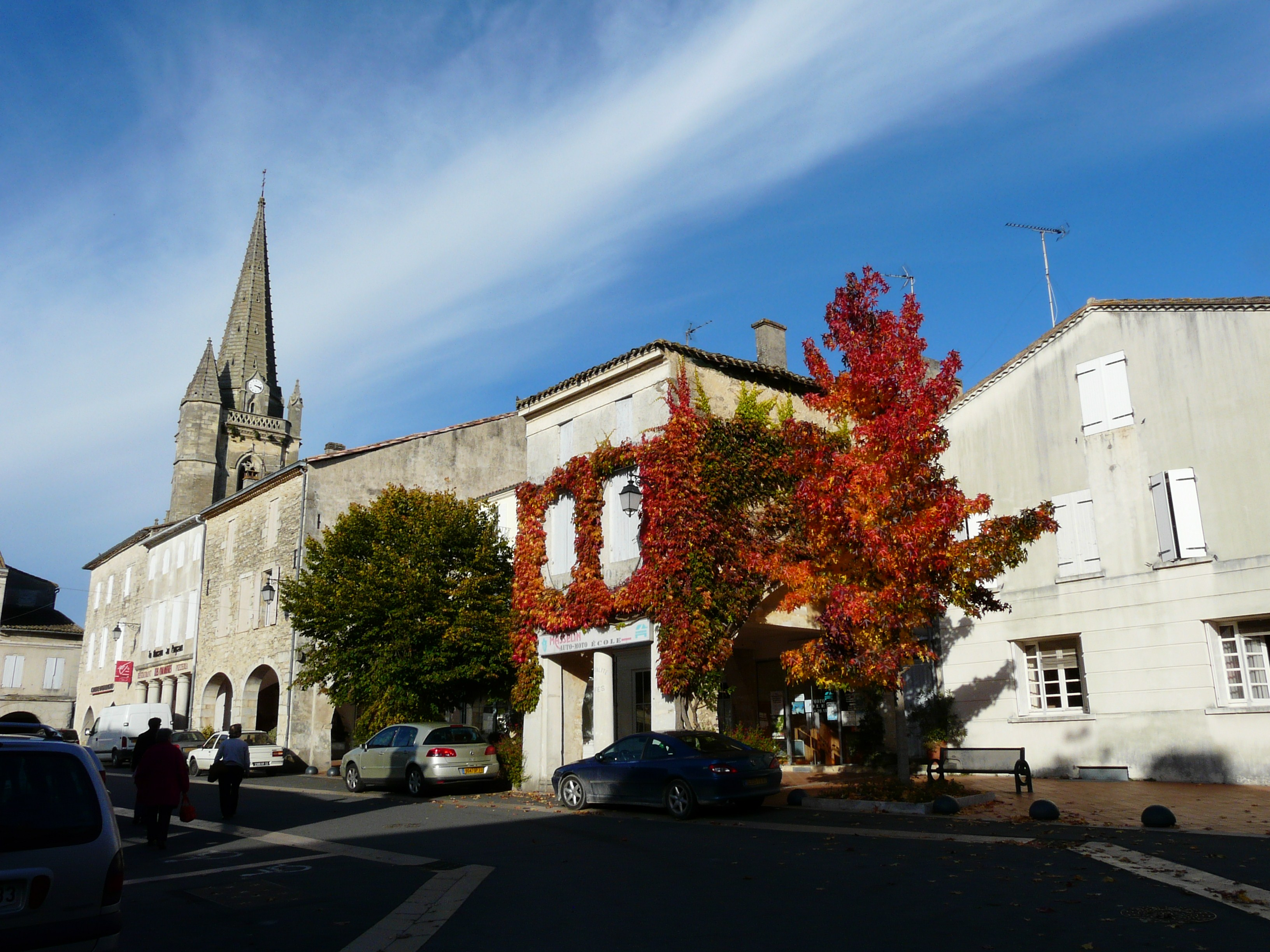
アル前広場
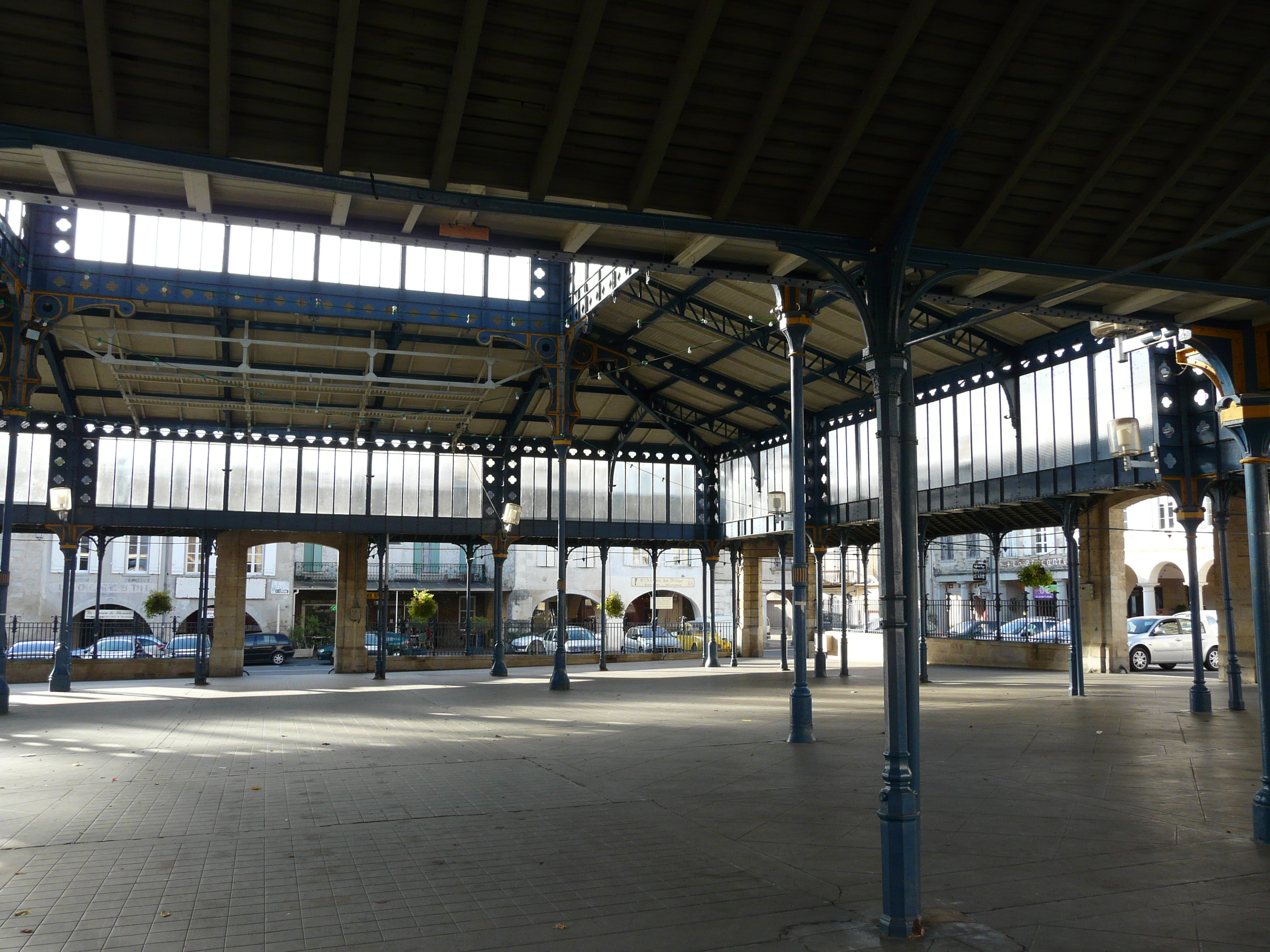
アル内部
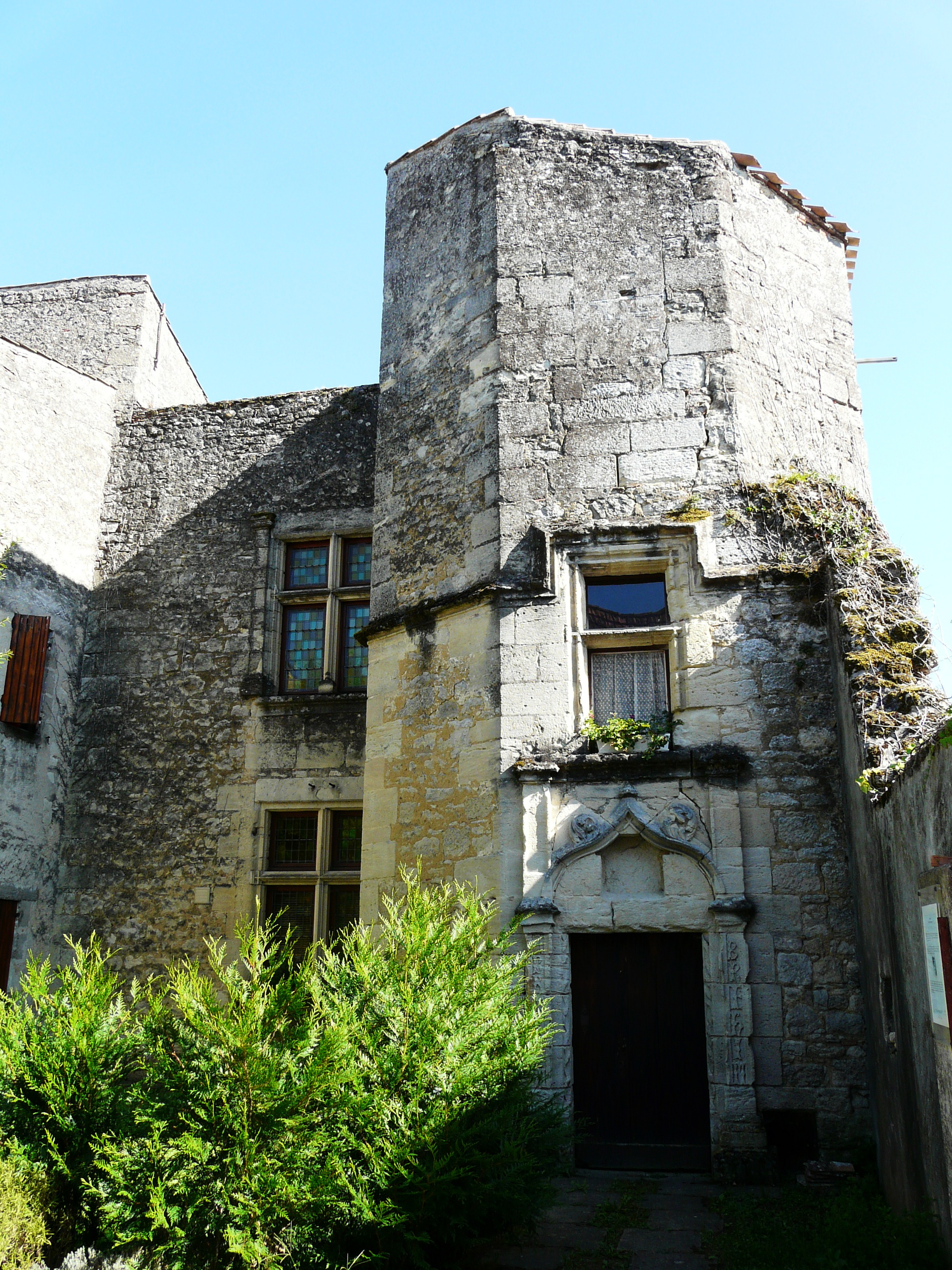
グヴヌール塔
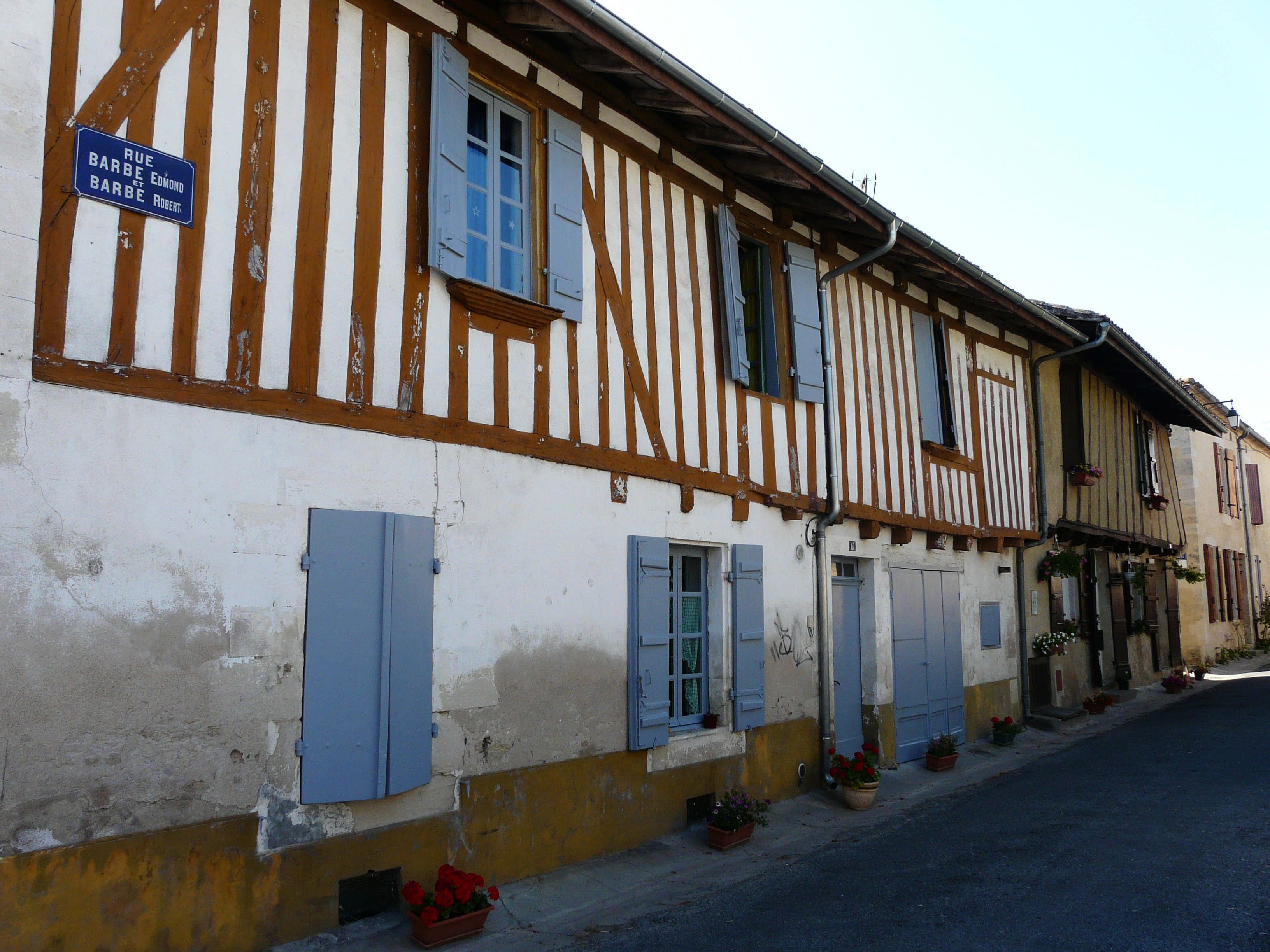
ハーフティンバーの住宅
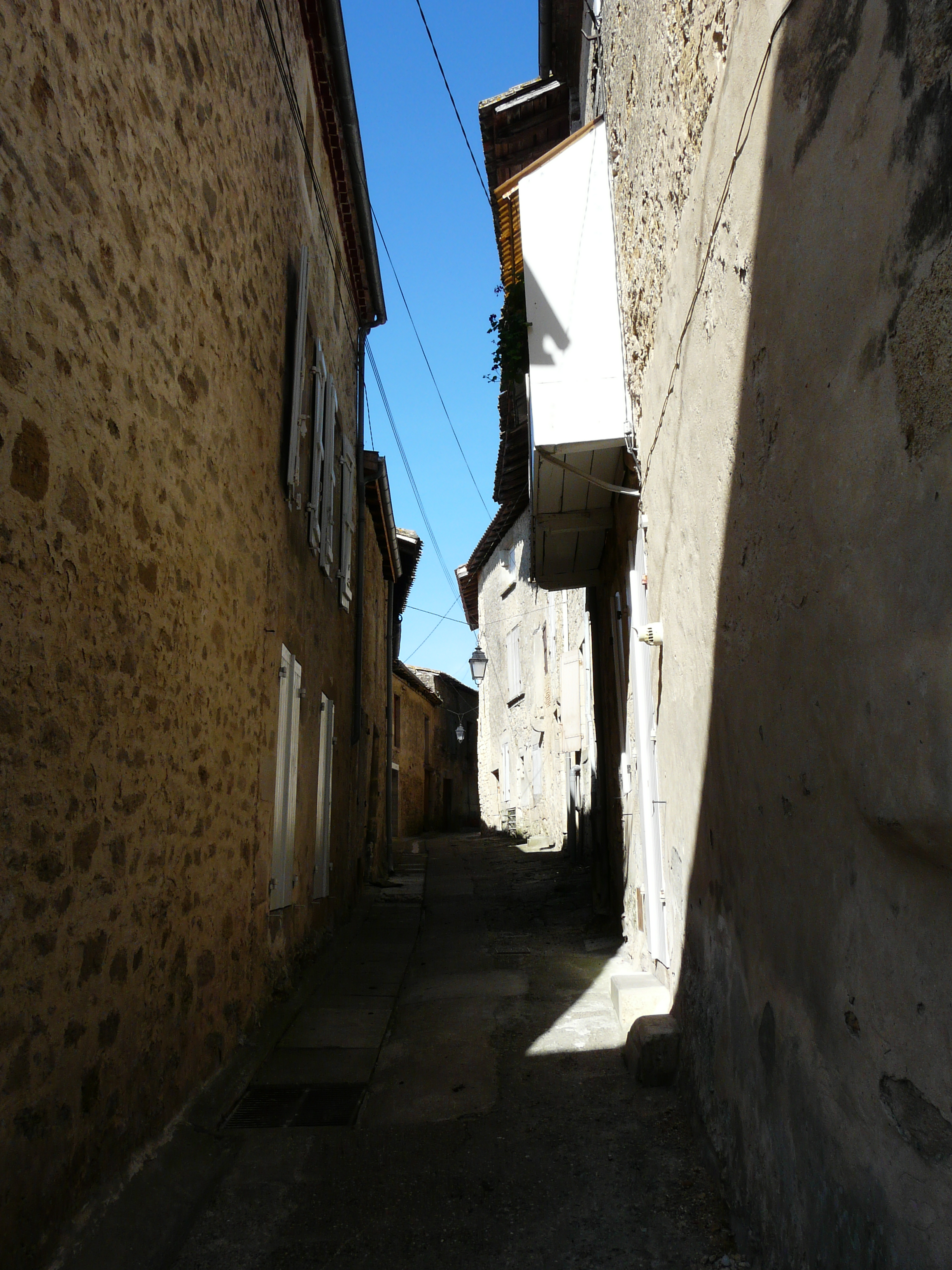
ソレイユ通り
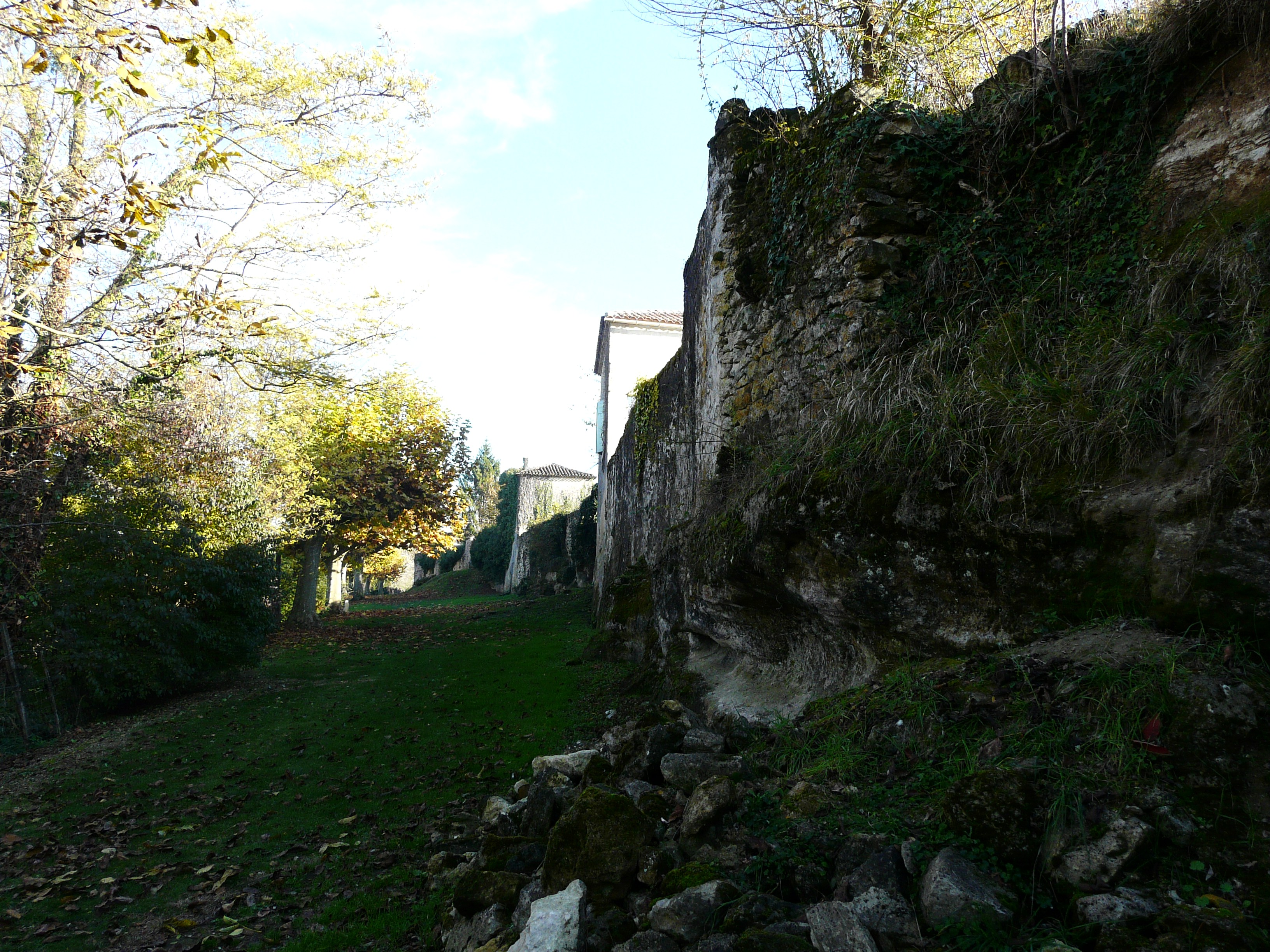
町を取り囲んでいた古い防御壁
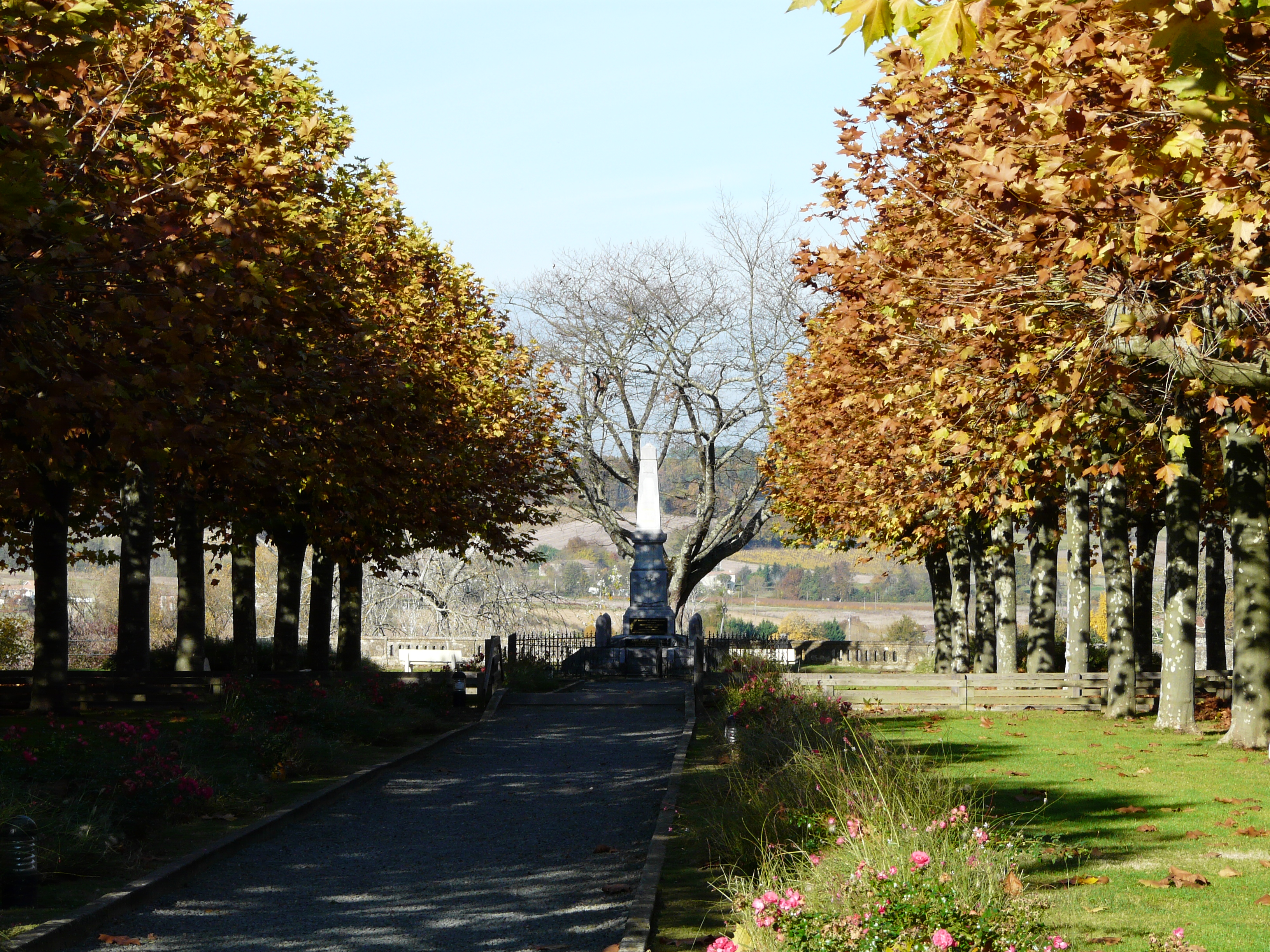
戦死者記念碑

## 参照
1. ↑  Résultats des élections municipales et communautaires 2014 pour Monségur, consultés le 2 juillet 2014.
2. ↑  Nom des habitants de la commune sur habitants.fr, consulté le 26 mars 2013.
3. ↑  "dicod'Òc - Recherche". www.locongres.org (フランス語). 2017年4月24日閲覧。
4. ↑  La bastide de Monségur sur le site du Comité départemental du tourisme de la Gironde
5. ↑  Raymond Doussinet, Le Parler savoureux de Saintonge, Éditions Rupella, La Rochelle, 1958
6. ↑  Le saintongeais est souvent regroupé dans l'ensemble fr:poitevin-saintongeais. Le site de la fr:Délégation générale à la langue française et aux langues de France indique depuis 2010 dans sa liste des langues de France : « poitevin-saintongeais [dans ses deux variétés : poitevin et saintongeais] ». DGLF - Ministère de la Culture
7. ↑  Freddy Bossy, Pour une approche linguistique des gavacheries, 1978 : « À noter que les locuteurs se désignent eux-mêmes sous le terme "marot", "gavache" étant senti comme l’injure occitane atteignant une ethnie d’oïl. »
8. ↑  Pierre Miquel（フランス語版）, Les Guerres de religion, Paris, Club France Loisirs, 1980 ISBN 2-7242-0785-8, p 234
9. ↑  Historique des communes, p. 35, sur GAEL (Gironde Archives en ligne) des Archives départementales de la Gironde, consulté le 8 avril 2013.
10. ↑  “Monségur - Notice Communale”.cassini.ehess.fr.
11. ↑  “Populations légales 2015 − Ces données sont disponibles sur toutes les communes de France | Insee”.www.insee.fr.
12. ↑  “Insee − Institut national de la statistique et des études économiques | Insee”.www.insee.fr.
13. ↑  “Eglise Notre-Dame”.www.pop.culture.gouv.fr.
14. ↑  “Croix de la Passion”.www.pop.culture.gouv.fr.
15. ↑  “Halle”.www.pop.culture.gouv.fr.
16. ↑  フランボアイヤン様式 - コトバンク